# Camponotus polymorphicus
Camponotus polymorphicus is een mierensoort uit de onderfamilie van de schubmieren (Formicinae). De wetenschappelijke naam van de soort is voor het eerst geldig gepubliceerd in 2002 door Mackay, López-Castro & Fernández.